# Horace McCoy
Horace McCoy (* 14. April 1897 in Pegram, Tennessee; † 15. Dezember 1955 in Beverly Hills, Kalifornien) war ein US-amerikanischer Schriftsteller und Drehbuchautor.

## Leben
Horace McCoy wurde durch seinen Roman They Shoot Horses, Don't They? (dt. Titel: Nur Pferden gibt man den Gnadenschuss) aus dem Jahr 1935 bekannt, der 1969 durch Sydney Pollack mit Jane Fonda verfilmt und für acht Oscars nominiert wurde. Viele Romane von Horace McCoy spielen in der Zeit der Großen Depression.
Seine Eltern bezeichnete McCoy als »bücherreich und geldarm«. Er besuchte die Schule in Nashville, verließ sie mit 16 und arbeitete als Mechaniker, Handlungsreisender und Taxifahrer (u. a. im Rotlichtbezirk von New Orleans). Während des Ersten Weltkriegs diente McCoy bei der US-Luftwaffe als Bomberpilot und Aufklärungsfotograf an der Westfront, wurde verwundet und erhielt von der französischen Regierung den Orden Croix de guerre.
Von 1919 bis 1930 arbeitete er als Sportjournalist und später als Herausgeber für die Zeitung Dallas Journal in Texas. Ende der 20er Jahre begann er, erste Kurzgeschichten in diversen Pulp-Magazinen zu veröffentlichen. Während der Großen Depression zog McCoy nach Los Angeles und versuchte sich hier als Schauspieler. Er spielte in einigen wenig erfolgreichen Hollywood-Filmen und musste sich mit Gelegenheitsjobs durchschlagen. Die Erfahrungen aus dieser Zeit sollte McCoy zu seinen bekanntesten Werken anregen: er arbeitete eine Zeit lang als Rausschmeißer in einem Pier-Lokal in Santa Monica, was ihn später zu seinem Roman-Erstling They Shoot Horses, Don't They über einen Tanzmarathon in einem ebensolchen Lokal inspirieren sollte. Sein Roman I Should Have Stayed Home (1938) reflektiert seine wenig erfolgreichen Versuche, den Durchbruch als Schauspieler in Hollywood zu schaffen. Hauptfigur in seinem Roman No Pocket In A Shroud (1937, dt. Titel: Das letzte Hemd hat keine Taschen) ist ein mutiger, missverstandener Reporter, auch dieser mit eindeutig autobiographischen Zügen.
Wesentlich erfolgreicher als seine Schauspieler-Karriere verlief in Hollywood seine Laufbahn als Drehbuchautor. Von 1931 bis zu seinem Tod schrieb Horace McCoy die Drehbücher zu etlichen Western, Krimis und Melodramen, von denen einige von namhaften Regisseuren wie Henry Hathaway, Raoul Walsh oder Nicholas Ray verfilmt wurden. 1948 veröffentlichte McCoy seinen Schwarze-Serie-Krimi Kiss Tomorrow Goodbye (dt. Titel: Schatten der Vergangenheit), der zwei Jahre später unter gleichem Namen (dt. Verleihtitel: Den Morgen wirst du nicht erleben) mit James Cagney in der Rolle des amoralischen Gangsters Ralph Cotter verfilmt wurde. 1933 arbeitete Horace McCoy wohl auch am Drehbuch von King Kong mit, wird aber im Abspann des Films nicht genannt.
Horace McCoys Alkoholismus erschwerte ihm das Schreiben zunehmend. Seine letzten literarischen Werke sind die Romane Scalpel (1952, dt. Titel: Skalpell) und Corruption City (erst 1959 postum erschienen, dt. Titel: Stadt in Angst). Er war dreimal verheiratet, in erster Ehe 1921 mit Loline Sherer (ein Sohn, Stanley), in dritter Ehe 1933 mit Helen Vinmont (zwei Kinder, Amanda und Peter). Horace McCoy starb 1955 an einem Herzinfarkt.

## Werke
- They Shoot Horses, Don’t They?, 1935.
- No Pockets in a Shroud, 1937.
- I Should Have Stayed Home, 1938.
- Kiss Tomorrow Goodbye, 1948.
- Scalpel, 1952.
- Corruption City, 1959.

## Filmographie (Auswahl)
Literarische Vorlage
- 1943: Flucht in die Freiheit (Flight for Freedom)
- 1950: Den Morgen wirst du nicht erleben (Kiss Tomorrow Goodbye)
- 1969: Nur Pferden gibt man den Gnadenschuß (They Shoot Horses, Don't They?)
- 1974: Ein Leichentuch hat keine Taschen (Un linceul n'a pas de poches)

Drehbuch
- 1935: Spione küßt man nicht (Rendezvous)
- 1936: Kampf in den Bergen (The Trail of Lonesome Pine)
- 1938: Gefährliche Mitwisser (Dangerous to Know)
- 1941: Flucht nach Texas (Texas)
- 1942: Der freche Kavalier (Gentleman Jim)
- 1942: Tal des Todes (Valley of the Sun)
- 1947: Brennende Grenze (The Fabulous Texan)
- 1950: Rollschuh-Fieber (The Fireball)
- 1952: Bronco Buster
- 1952: Die Schönste von Montana M(ontana Belle)
- 1952: Sturmfahrt nach Alaska (The World in His Arms)
- 1952: Arena der Cowboys (The Lusty Men)
- 1954: Blut im Schnee (Dangerous Mission)
- 1955: Des Teufels rechte Hand (Texas Lady)
- 1955: Die Stadt der toten Seelen (Rage at Dawn)
- 1955: Postraub in Central City (Road to Denver)